# Jan de Graaff

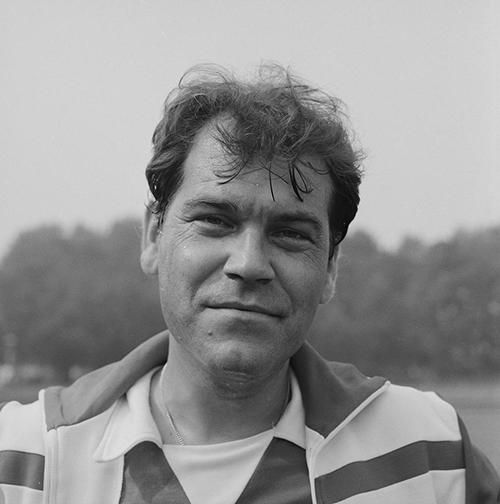
Jan de Graaff en agosto de 1981.

Jan de Graaff (21 de abril de 1943 - 30 de marzo de 2014) fue un periodista de televisión holandés. Comenzó su trabajo en 1962 para la agencia de noticias UPI, a partir de 1966, trabajó para VARA en radio y televisión, incluyendo como editor de Behind the News. Nació en La Haya, Holanda del Sur. 
Jan de Graaff murió el 30 de marzo de 2014 en Tilburg, Noord-Brabant. Tenía 70 años de edad.